# 田仁厚
田仁厚（？—1369年），字公淳，第24任思州土司。
田仁厚是前任土司田茂烈之子，繼位後，被元朝授予思州宣撫使兼湖廣行省左丞的官職。在位初期，正值元末民變，思州不僅發生了苗族叛亂，還遭到紅巾軍的進攻。
至正二十二年（1362年），田仁厚將思州治所從龙泉坪（铜仁市德江县城西郊）遷往都坪（今黔东南苗族侗族自治州岑巩旧城）。至正二十四年（1364年），長期不服管治的族叔田茂安占據镇远府和思南州，以其內附明玉珍的明夏政權，開創思南土司。翌年，田仁厚以思州之地內附吳王朱元璋。
至正二十七年（1367年），田仁厚率兵攻破思南土司的治所龙泉坪，殺死田茂安之子田仁政、田仁美，並發掘田茂安的祖墳，田茂安悲憤病亡。田茂安第三子田仁智以思南城（今銅仁市思南縣）為治所，繼承思南土司之位，內附吳王朱元璋。自此思州土司與思南土司成為世仇，長期互相攻擊。
洪武二年（1369年），田仁厚去世，其子田弘政繼承土司之位。